# Odsherred Brandmuseum

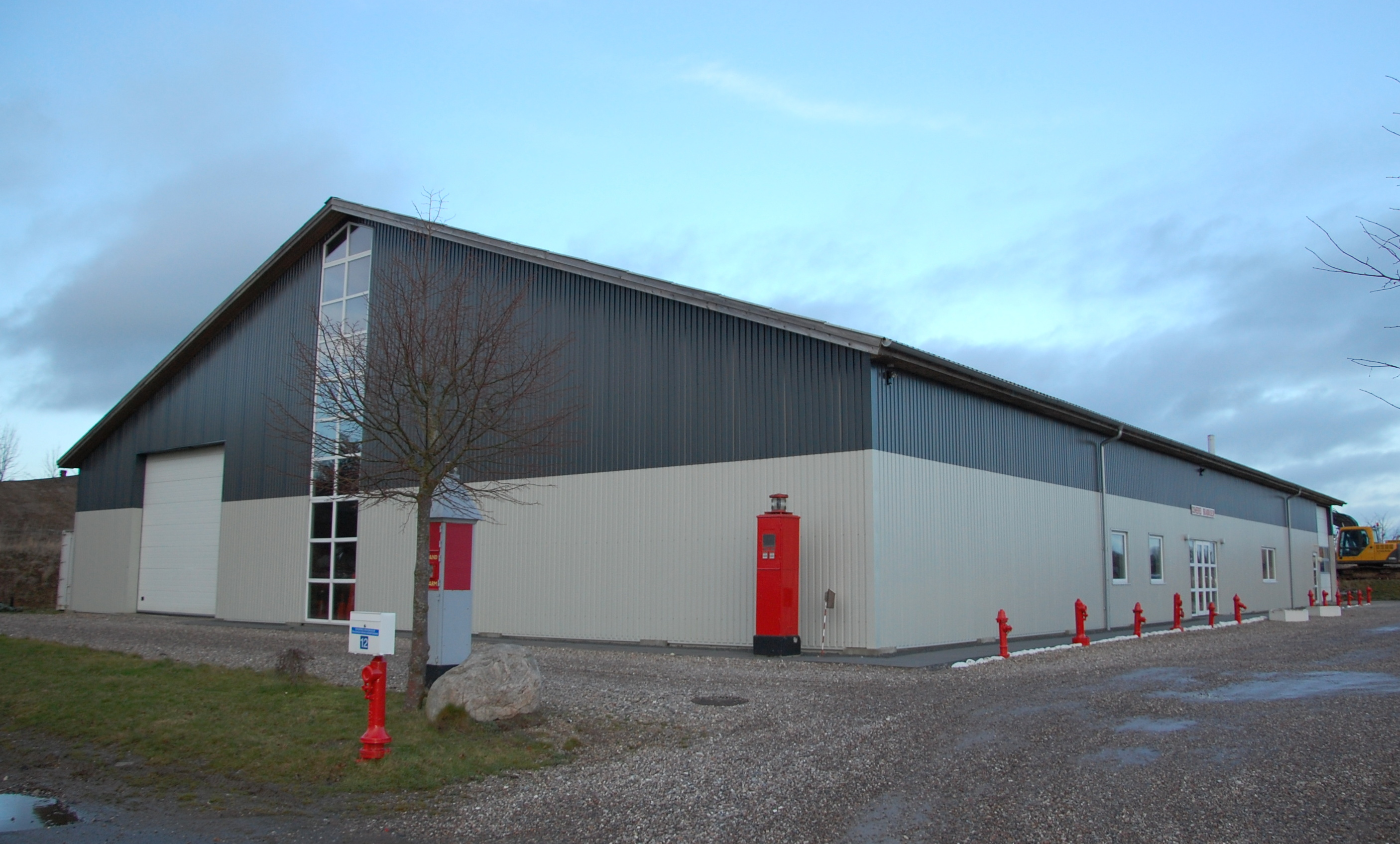
Odsherred Brandmuseum, 2013

Das Odsherred Brandmuseum (deutsch: Feuerwehrmuseum Odsherred) ist ein Feuerwehrmuseum in Asnæs in der dänischen Gemeinde Odsherred. Es ist das größte Museum seiner Art auf der Insel Seeland.
Das Museum ist in einer Halle in einem Gewerbegebiet im östlichen Teil von Asnæs untergebracht. Auf einer Fläche von mehr als 1.000 m² werden mehr als 20 historische Feuerwehrfahrzeuge aus der Zeit von 1864 bis 1970 ausgestellt. Einen Schwerpunkt der Ausstellung stellt die örtliche Feuerwehrgeschichte und die Geschichte des Brandschutzes in Dänemark dar. Es finden auch Sonderausstellungen und Vorführungen der ausgestellten Fahrzeuge statt. Im Museum befindet sich auch eine thematische Bibliothek.